# BAnQ numérique
BAnQ numérique est le portail numérique de Bibliothèque et Archives nationales du Québec (BAnQ). Il s'agit en quelque sorte de l'homologue québécois de Gallica. Il est possible, via le portail de BAnQ numérique, de faire l'emprunt de livres en ligne gratuitement.

## Historique
Dès la création de BAnQ en 2006, un plan de numérisation avait déjà été amorcé pour cette institution. L’idée de la création du portail BAnQ numérique débute en 2014, à la suite de l’adoption du Plan culturel numérique du Québec. Ce plan donna un important financement à l’institution pour que celle-ci développe sa collection numérique et mette en ligne plusieurs de ses documents. BAnQ accélère alors le développement de sa collection patrimoniale numérique. Pour permettre l’accès et la diffusion de leur contenu numérisé, BAnQ décida de créer BAnQ numérique qui fut lancé en octobre 2015. Ce portail numérique fut créé pour répondre au besoin et au désir de regrouper à seul endroit, à une adresse, tous les documents et ressources numériques de la BAnQ. Le projet était de taille et le site continue encore de se développer et d’acquérir de nouveaux contenus. Un portail numérique pour BAnQ est nécessaire car la demande en livres numériques a beaucoup augmenté ces dernières années et encore plus durant la pandémie, car dû au contexte, les bibliothèques étaient physiquement fermées. Pour les prochaines années, BAnQ veut donc numériser en plus grand nombre ses collections, en plus de continuer à faire l’acquisition de multiples contenus provenant de différents fournisseurs externes. Cela augmentera l’offre de documentation et celle-ci pourra être accessible en ligne et à distance, ce qui facilitera l’accès, la circulation et l’utilisation des ressources numériques, qui pourront être consultées partout au Québec.

## Collection
BAnQ numérique a la particularité de regrouper les documents et ressources numériques de la BAnQ. BAnQ numérique permet la diffusion, le partage, de documents patrimoniaux, de journaux, de magazines, de livres numériques, de films, de la musique et de bases de données. Ce portail offre plusieurs millions de livres, des revues, des œuvres d’art, des documents récents ou anciens, nés numériques ou numérisés. BAnQ numérique permet donc de consulter différents documents sans se déplacer. Il offre plusieurs ressources archivistiques, telles des photographies du patrimoine québécois. BAnQ numérique permet de consulter des fonds photographiques, tels ceux de Conrad Poirier, de la Presse ainsi que des journaux, tels les journaux de bord de Placide Vigneau, gardien de phare dans le golfe Saint-Laurent. Ce portail offre de consulter des registres d’état civil, tels des mariages et des baptêmes datant de plus d’un siècle, ce qui facilite la recherche historique et généalogique. BAnQ numérique fait partie du portail Web de la BAnQ et rassemble en un lieu virtuel les ressources numériques de la BAnQ, ce qui homogénéise l’offre. La population peut participer à l'agrandissement de la collection numérique de BAnQ numérique en donnant de leur propre collection. Pour plusieurs de ses ressources sur BAnQ numérique, BAnQ a enlevé leurs restrictions, ce qui permet l’utilisation de ce contenu numérique et permet un meilleur accès et une meilleure diffusion de ses collections et de ses fonds. La demande en documents numériques ayant explosée, les institutions devront donc continuer à augmenter leur collection numérique pour répondre à la demande.

## Services
BAnQ numérique permet la consultation gratuite et en ligne de ses documents numériques et permet l'emprunt de certains d'entre eux. Pour pouvoir emprunter des documents sur BAnQ numérique, les usagères et usagers se doivent d’utiliser la méthode de BAnQ, qui fait affaire avec plusieurs fournisseurs de livres numériques. Ces plateformes rendent les livres numériques disponibles pour le prêt. Il y a Pretnumerique.ca, une plateforme francophone, la plus utilisée du Québec, Onedrive, qui concerne surtout le prêt de documents en anglais, puis, Numilog, basée en France et qui propose des livres numériques en français. La plateforme Pretnumerique.ca fut créé lors d’un partenariat entre BAnQ, l'organisme BiblioPresto et le Réseau Biblio et De Marque, l’organisme BiblioPresto et l’Association des bibliothèques publiques du Québec (ABPQ).

## Statistiques
Durant l’année 2019-2020, il y a eu 3,6 millions de visites sur BAnQ numérique. Durant la pandémie, BAnQ numérique a vu sa fréquence de visite augmentée de 42%. En 2020-2021, il y a eu plus de 5 millions de visites sur cette interface. Dût à la demande, il est prévu que cette croissance de visite va continuer d’augmenter d’ici les prochaines années. BAnQ numérique, accessible vingt-quatre heures par jour, sept jours sur sept, accueille en moyenne 9879 sessions par jour. Au mois de décembre 2020, 5 millions de prêts de livres numériques de BAnQ avaient été sur la plateforme Pretnumerique.ca depuis sa création. BAnQ numérique est, en 2022, la 11ème salle de consultation d’archives numérisées et ce portail complète l’offre des dix centres d’archives régionaux des Archives nationales du Québec.